# Nationaldivision 2001/02
Die Nationaldivision 2001/02 war die 88. Spielzeit der höchsten luxemburgischen Fußballliga.
Titelverteidiger F91 Düdelingen gewann die dritte Meisterschaft in der Vereinsgeschichte.

## Meisterschaftsformat
Die zwölf Teams spielten zuerst einen Grunddurchgang bestehend aus einer einfachen Hin- und Rückrunde. Danach traten die vier besten Teams im Meisterplayoff gegeneinander an. Die restlichen acht Mannschaften wurden in zwei Gruppen aufgeteilt und spielten um den Klassenerhalt. Die Ergebnisse aus dem Grunddurchgang wurden dabei jeweils mitgenommen.
Jede dieser drei Gruppen wurde wieder in einer Hin- und Rückrunde ausgetragen. Die beiden Letzten der Abstiegsgruppen stiegen in die Ehrenpromotion ab.

## Grunddurchgang

### Tabelle
| Pl. | Verein                    | Sp. | S  | U | N  | Tore    | Diff. | Punkte |
| --- | ------------------------- | --- | -- | - | -- | ------- | ----- | ------ |
| 1.  | CS Grevenmacher           | 22  | 15 | 6 | 1  | 045:140 | +31   | 51     |
| 2.  | F91 Düdelingen (M)        | 22  | 15 | 5 | 2  | 056:180 | +38   | 50     |
| 3.  | Jeunesse Esch             | 22  | 12 | 5 | 5  | 038:220 | +16   | 41     |
| 4.  | Union Luxemburg           | 22  | 11 | 4 | 7  | 038:350 | +3    | 37     |
| 5.  | FC Monnerich              | 22  | 10 | 3 | 9  | 042:390 | +3    | 33     |
| 6.  | Swift Hesperingen (N)     | 22  | 8  | 6 | 8  | 044:370 | +7    | 30     |
| 7.  | FC Avenir Beggen          | 22  | 6  | 8 | 8  | 030:390 | −9    | 26     |
| 8.  | Sporting Mertzig          | 22  | 6  | 6 | 10 | 024:410 | −17   | 24     |
| 9.  | US Rumelange              | 22  | 4  | 8 | 10 | 028:420 | −14   | 20     |
| 10. | FC Progrès Niederkorn (N) | 22  | 5  | 5 | 12 | 029:510 | −22   | 20     |
| 11. | CS Hobscheid              | 22  | 4  | 6 | 12 | 034:520 | −18   | 18     |
| 12. | Etzella Ettelbrück (P)    | 22  | 3  | 4 | 15 | 033:510 | −18   | 13     |

| (M) | amtierender luxemburgischer Meister     |
| (P) | amtierender luxemburgischer Pokalsieger |
| (N) | Neuaufsteiger aus der Ehrenpromotion    |

### Kreuztabelle
| 2001/02 Grunddurchgang | GRE | F91 Düdelingen | JEU | Union Luxemburg | FC Monnerich | Swift Hesperingen | AVE | MER | RUM | Progrès Niederkorn | HOB | Etzella Ettelbrück |
| ---------------------- | --- | -------------- | --- | --------------- | ------------ | ----------------- | --- | --- | --- | ------------------ | --- | ------------------ |
| CS Grevenmacher        |     | 0:0            | 0:0 | 2:1             | 2:0          | 2:1               | 2:1 | 1:1 | 4:1 | 1:1                | 4:0 | 2:1                |
| F91 Düdelingen         | 1:1 |                | 0:1 | 3:0             | 5:1          | 1:2               | 3:0 | 3:0 | 1:1 | 3:0                | 6:2 | 3:2                |
| Jeunesse Esch          | 1:0 | 0:1            |     | 1:2             | 1:1          | 3:1               | 0:2 | 3:0 | 2:2 | 1:3                | 3:2 | 1:0                |
| Union Luxemburg        | 0:0 | 1:5            | 2:0 |                 | 1:0          | 3:2               | 0:2 | 2:1 | 0:0 | 5:1                | 3:0 | 2:1                |
| FC Monnerich           | 0:1 | 1:6            | 0:2 | 3:0             |              | 1:2               | 2:0 | 2:4 | 3:0 | 2:0                | 4:3 | 5:2                |
| Swift Hesperingen      | 0:1 | 1:3            | 1:1 | 4:1             | 1:2          |                   | 1:2 | 1:1 | 4:1 | 7:4                | 3:2 | 4:1                |
| FC Avenir Beggen       | 0:5 | 0:0            | 1:1 | 2:2             | 3:2          | 1:1               |     | 1:2 | 1:3 | 2:3                | 3:3 | 1:1                |
| Sporting Mertzig       | 0:5 | 0:3            | 0:2 | 0:4             | 2:4          | 0:0               | 1:1 |     | 2:0 | 0:1                | 1:1 | 3:2                |
| US Rumelange           | 2:3 | 1:1            | 2:5 | 3:3             | 0:4          | 0:2               | 0:1 | 3:0 |     | 1:1                | 1:1 | 2:0                |
| FC Progrès Niederkorn  | 1:3 | 0:1            | 0:3 | 2:4             | 0:0          | 2:1               | 3:3 | 0:2 | 1:4 |                    | 0:1 | 1:4                |
| CS Hobscheid           | 1:2 | 2:4            | 1:2 | 0:1             | 2:2          | 3:3               | 3:0 | 1:3 | 3:1 | 1:1                |     | 2:1                |
| Etzella Ettelbrück     | 1:3 | 2:3            | 1:5 | 3:1             | 2:3          | 2:2               | 1:3 | 1:1 | 0:0 | 2:4                | 3:0 |                    |

## Playoffs

### Meisterplayoff

#### Abschlusstabelle
Die gegeneinander erzielten Ergebnisse aus der Vorrunde wurden mit eingerechnet
| Pl. | Verein          | Sp. | S  | U | N | Tore    | Diff. | Punkte |
| --- | --------------- | --- | -- | - | - | ------- | ----- | ------ |
| 1.  | F91 Düdelingen  | 28  | 19 | 5 | 4 | 064:230 | +41   | 62     |
| 2.  | CS Grevenmacher | 28  | 17 | 7 | 4 | 052:220 | +30   | 58     |
| 3.  | Union Luxemburg | 28  | 14 | 5 | 9 | 042:390 | +3    | 47     |
| 4.  | Jeunesse Esch   | 28  | 13 | 7 | 8 | 045:310 | +14   | 46     |

#### Kreuztabelle
| 2001/02 Meisterplayoff | F91 Düdelingen | GRE | Union Luxemburg | JEU |
| ---------------------- | -------------- | --- | --------------- | --- |
| F91 Düdelingen         |                | 1:0 | 0.1             | 2:1 |
| CS Grevenmacher        | 0:2            |     | 2:0             | 2:0 |
| Union Luxemburg        | 0.2            | 2.0 |                 | 0:0 |
| Jeunesse Esch          | 3.1            | 3.3 | 0:1             |     |

### Abstiegsplayoff Gruppe A

#### Abschlusstabelle
Die gegeneinander erzielten Ergebnisse aus der Vorrunde wurden mit eingerechnet
| Pl. | Verein           | Sp. | S  | U  | N  | Tore    | Diff. | Punkte |
| --- | ---------------- | --- | -- | -- | -- | ------- | ----- | ------ |
| 1.  | FC Monnerich     | 28  | 12 | 5  | 11 | 053:510 | +2    | 41     |
| 2.  | US Rumelange     | 28  | 8  | 8  | 12 | 047:550 | −8    | 32     |
| 3.  | FC Avenir Beggen | 28  | 7  | 11 | 10 | 040:500 | −10   | 32     |
| 4.  | CS Hobscheid     | 28  | 6  | 7  | 15 | 044:660 | −22   | 25     |

#### Kreuztabelle
| 2001/02 Gruppe A Abstiegsplayoff | FC Monnerich | RUM | AVE | HOB |
| -------------------------------- | ------------ | --- | --- | --- |
| FC Monnerich                     |              | 4:2 | 1:1 | 3:0 |
| US Rumelange                     | 5:1          |     | 1:2 | 4:2 |
| FC Avenir Beggen                 | 2:2          | 2:3 |     | 1:2 |
| CS Hobscheid                     | 2:0          | 2:4 | 2:2 |     |

### Abstiegsplayoff Gruppe B

#### Abschlusstabelle
Die gegeneinander erzielten Ergebnisse aus der Vorrunde wurden mit eingerechnet
| Pl. | Verein                | Sp. | S  | U | N  | Tore    | Diff. | Punkte |
| --- | --------------------- | --- | -- | - | -- | ------- | ----- | ------ |
| 1.  | Swift Hesperingen     | 28  | 10 | 6 | 12 | 056:470 | +9    | 36     |
| 2.  | Sporting Mertzig      | 28  | 9  | 7 | 12 | 033:500 | −17   | 34     |
| 3.  | FC Progrès Niederkorn | 28  | 7  | 7 | 14 | 038:620 | −24   | 28     |
| 4.  | Etzella Ettelbrück    | 28  | 6  | 5 | 17 | 047:650 | −18   | 23     |

#### Kreuztabelle
| 2001/02 Gruppe B Abstiegsplayoff | Swift Hesperingen | MER | Progrès Niederkorn | Etzella Ettelbrück |
| -------------------------------- | ----------------- | --- | ------------------ | ------------------ |
| Swift Hesperingen                |                   | 2:1 | 0:1                | 9:3                |
| Sporting Mertzig                 | 2:0               |     | 2:2                | 2:1                |
| FC Progrès Niederkorn            | 2:1               | 1:2 |                    | 0:3                |
| Etzella Ettelbrück               | 1:0               | 3:0 | 3:3                |                    |

## Torschützenliste
| Rang | Spieler              | Klub             | Tore |
| ---- | -------------------- | ---------------- | ---- |
| 1.   | Frédéric Cicchirillo | F91 Düdelingen   | 23   |
| 2.   | Serge Thill          | CS Grevenmacher  | 16   |
| 2.   | Mourad Lazaar        | Union Luxemburg  | 16   |
| 4.   | Marcel Christophe    | FC Monnerich     | 15   |
| 5.   | Malik Benachour      | CS Grevenmacher  | 12   |
| 5.   | Sascha Rohmann       | US Rumelange     | 12   |
| 7.   | Frank Bento          | Sporting Mertzig | 10   |
| 7.   | Gordon Braun         | F91 Düdelingen   | 10   |
| 7.   | Gilbert Tinant       | FC Monnerich     | 10   |